# エクアドリアン・ヘアレス・ドッグ
エクアドリアン・ヘアレス・ドッグ（英：Ecuadorian Hairless Dog）は、エクアドル原産の極めて希少なヘアレス犬種である。

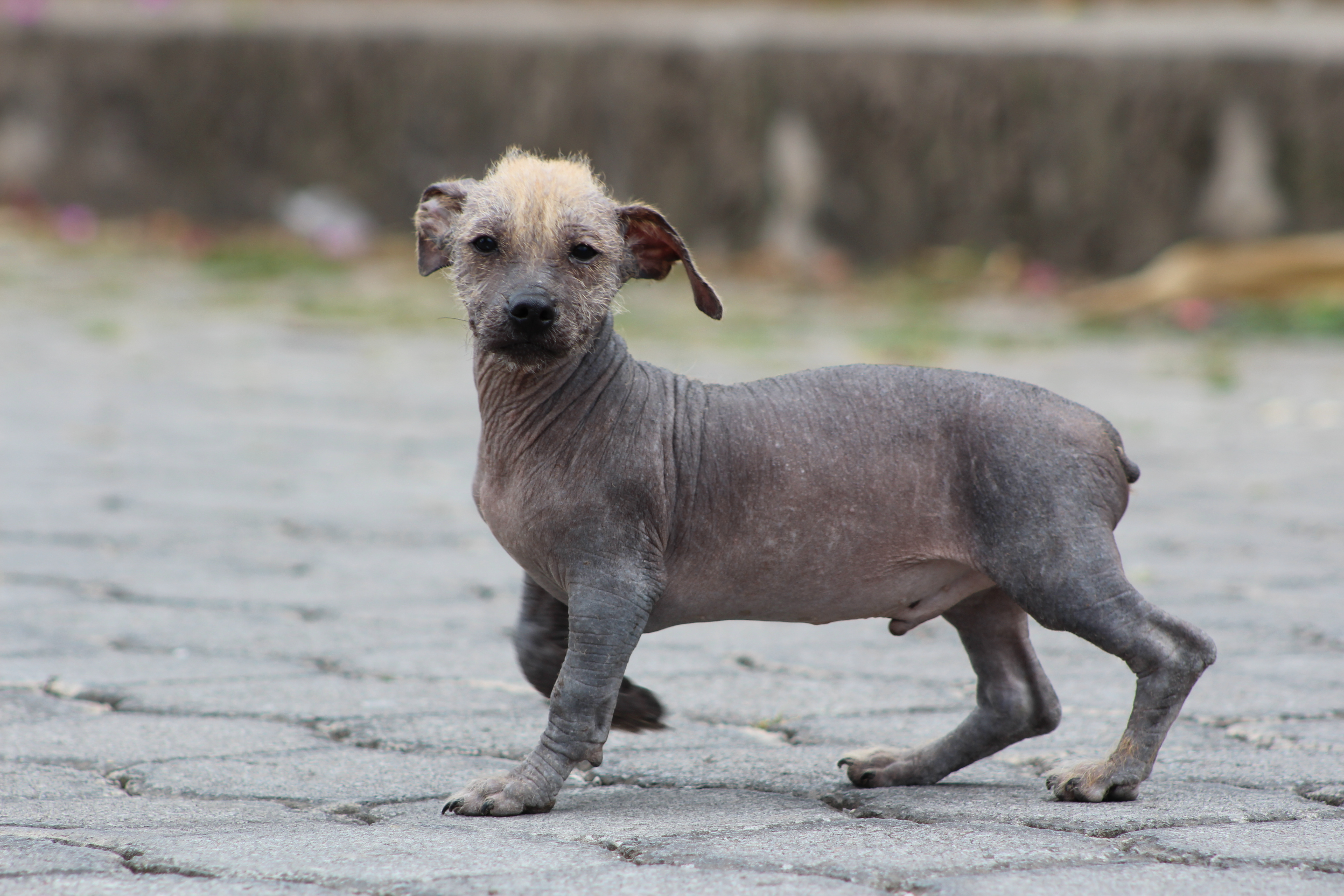
エクアドリアン・ヘアレス・ドッグ

## 歴史
ボリビア原産のカーラと同じく、ペルーから輸入されたペルービアン・ヘアレス・ドッグが先祖である。もともとその犬はペットとしてではなく食料としてエクアドルに送られたものであったが、愛玩犬として飼われ、地元の犬と交雑することによって自然に本種が誕生した。先祖も本種も食料としてよく食べられていたが、時代が近代に入るとその頻度は減っていった。
食用としては内臓を取り出し、半分に裂いて炙ってローストドッグにしたり、炒め物やスープの具などとして使われていた。実用犬としては湯たんぽとして医薬品のように使われていた。主人よりも先に布団に寝かせて寝床を暖めたり、一緒に寝て体の冷えを予防した。又、病人の患部に本種の体を当てて暖めることにより、偏頭痛、眼痛、風邪、のどの痛み、咳、筋肉痛、腰痛、月経痛などを緩和することが出来た。
もともとは一般的な犬種ではあったが、エクアドル国内の情勢不安定が長引き、多くが食料として食べられてしまったため、現在は絶滅寸前になってしまった。辺鄙な地域では現在も純血の犬を見ることが出来るとされているが、その犬も自然交雑による消滅の危機に瀕している。犬種存続のために即急な保護活動を必要としているが、目立った保護活動は行なわれておらず、今世紀中に完全に消滅してしまう可能性が非常に高い。

## 特徴
すらりとした体型のヘアレス犬種である。頭部は小さめでマズルは先細り、首・脚・胴・尾が長い。体は引き締まっているが、皮膚はほんの少したるみがあり、なめらかでさわるとあたたかい。胸は深く、足は細い。肌の色はクリームに近い黄金色、もしくは黒紫色で、コートはほとんどないが時折頭頂にモヒカンのような毛が生えていたり、耳の裏と尾先にわずかに毛がある場合もある。どちらにせよ、目の上の感覚毛とヒゲは生えている。毛色の制限はない。耳は立ち耳で、尾はサーベル形の垂れ尾。体高38〜46cmの中型犬で、性格は温和で従順。
尚、一般的にこの上記で解説した、毛のない通常種はヘアレスタイプと呼ばれている。本種のヘアレスタイプの犬は小臼歯がない。だが、他のヘアレス犬種と同様、全身がコートに覆われたパウダーパフというタイプの犬はちゃんと歯が生えそろっている。本種のパウダーパフの犬はショートコートで、こちらも毛色に制限はない。パウダーパフの犬は種の安定を図るため、通常のヘアレスのものと交配するためにブリーディング・ストックとして確保される。